# Де Лима, Фабио
Фа́био Виржи́ньо де Ли́ма (порт. Fabio Virginho de Lima; араб. فابيو فيرجينيو دي ليما‎; род. 30 июня 1993, Арасажи) — бразильский и эмиратский футболист, игрок эмиратского клуба «Аль-Васл» и сборной ОАЭ.

## Игровая карьера

### Клубная карьера
Де Лима начинал карьеру в Бразилии, играя за клубы бразильской Серии B «Икасу» и «Атлетико Гоияниенсе». Помимо этого, 22 июля 2013 года он сыграл один матч в Серии A за «Васко да Гаму» против «Флуминенсе», выйдя на замену на 71-й минуте матча вместо Жуниньо Пернамбукано; матч завершился победой «Васко да Гама» со счётом 3:1.
21 июля 2014 года переехал в ОАЭ, где подписал контракт с клубом «Аль-Васл» сроком на два года. В этой команде он стал одним из ключевых игроков и три сезона подряд входил в тройку лучших бомбардиров чемпионата по итогам сезона.
В мае 2018 года подписал с клубом новый контракт сроком на четыре года.

### Карьера в сборной
Де Лима не был заигран за сборную Бразилии и мог играть за сборную ОАЭ, поскольку в феврале 2020 года получил гражданство ОАЭ. Дебютировал за новую сборную 12 октября 2020 года в товарищеском матче со сборной Узбекистана, которую сборная ОАЭ проиграла со счётом 2:1.
Де Лима принимал участие в матчах квалификации на чемпионат мира по футболу 2022 года, где в матчах со сборными Малайзии (4:0) и Индонезии (5:0) оформил дубли.
В январе 2024 года вошёл в состав сборной ОАЭ для участия на Кубке Азии 2023 года. На турнире сборная ОАЭ дошла до 1/8 финала и проиграла в серии пенальти сборной Таджикистана.